# Салават (спидвейный клуб)
Салават — спидвейный клуб города Салавата. Серебряный призёр чемпионата СССР, дважды бронзовый призёр чемпионата России.

## История

### Советские годы
Город Салават появился на карте Советского Союза лишь в 1954 г., но уже в 1959 в городе появился стадион «Строитель». Вскоре на нем была уложена гаревая дорожка, а в 1962 г. в Салавате состоялись первые спидвейные соревнования. У истоков мотоспорта в Салавате стояли Виктор Кароли, Владимир Кузнецов, Владимир Коваленко и Владимир Корнев.
Для укрепления традиций мотоспорта в город переехали уфимские мастера Владимир Соколов и Владимир Беляев, в городе был создан мотоклуб, а уже в 1963 г. команда «Салават» приняла участие в лично-командном чемпионате СССР, заняв 5 место. Клубу оказывал помощь трест «Салаватстрой».
Вскоре к команде пришли и первые успехи на всесоюзном уровне: в 1965 и 1966 г. В.Соколов завоевывал бронзу Личного чемпионата СССР, а в 1967 г. команда «Салават» стала серебряным призёром чемпионата СССР, уступив лишь уфимской «Башкирии». Призёрами стали В.Соколов, Вл. Коваленко, В.Корнев, Вл. Кузнецов, Анат..Лебедьков, А.Кравченко, Вас. Коваленко, В.Кононович, В.Акшенцев, А.Гончаров. В эти же годы в городе проходили престижные соревнования по мотогонкам на льду — финалы чемпионата мира.
Однако сезон-1968 сложился для «Салавата» неудачно, и команда покинула Высшую лигу советского спидвея. На фоне неудач команды было принято решение приостановить участие клуба в Чемпионате СССР, и сезоны 1970 и 1971 г. «Салават» пропустил. Часть гонщиков перебралась в Мелеуз и Стерлитамак, В.Соколов перешел на тренерскую работу, и хотя в 1972 г. команда возобновила выступления, «Салават» надолго осел в Первой лиге (вторая по ранжиру лига советского спидвея).
Лидерами команды в 1970-х — начале 1980-х являлись Н.Суяргулов, В.Кононович, М.Сагитов, В.Столяров, Р.Фатхутдинов и др. Команда испытывала материально-технические затруднения и не могла показывать высоких результатов, но демонстрировала спортивное упорство.
В середине-второй половине 1980-х эстафету приняли И. и Р. Тимирбулатовы, А.Баскаков, О.Каратеев, А.Хлынов и др. Однако из-за реформ системы советского спидвея в 1987 «Салават» фактически оказался в третьей по престижу лиге (Первая лига, класс Б), откуда смог подняться во вторую (Первая лига, класс А), выиграв сезон-1989.
Сезон 1990 г. был омрачен гибелью салаватского мотогонщика А.Баскакова в результате тяжелой аварии на треке Салавата во время гонки с «Кузбассом». С 1991 г. в Салавате проводятся ежегодные мемориальные гонки памяти А.Баскакова, на стадионе был открыт памятник спортсмену.

### Российский период
В отличие от многих команд, «Салават» смог пережить распад Советского Союза и начал принимать участие в Чемпионатах России. В 1993 г. в финале КЧР «Салават» на своем треке остановился в шаге от медалей, а в 1994 г. завоевал бронзу. Призёрами стали И.Борисенко, О.Киптев, А.Хлынов, Р.Каширин, И.Главинский и др.
Следующие три года клуб оставался на 5 месте, а в 1998 г. из-за финансовых проблем клуб был вынужден переехать в Уфу, и салаватские гонщики провели сезон под эгидой уфимской «Башкирии». Впрочем, в 1999 г. «Салават» вернулся в чемпионат. За 1990-е гг. в Салавате выросло новое поколение местных гонщиков — Д.Сайфудинов, Р.Галимов, С.Власов, А.Тибеев, также за «Салават» в разные годы выступают О.Юдахин, Р.Валиев, А.Латыпов, украинец И.Марко, К.Корнев и др. Наконец, в начале 2000-х в Салавате подрастает будущий абсолютный лидер российского спидвея — Эмиль Сайфутдинов, однако уже в 2003 г. он уезжает в Тольятти.
Серьёзные перемены произошли с командой в 2004 г. Команду возглавил И.Дмитриев, был обновлен мотопарк, и спустя 10 лет «Салават» снова стал бронзовым призёром страны усилиями И.Марко, Д.Сайфутдинова, Р.Каширина, Г.Ишутина, К.Корнева, Р.Тибеева, В.Голубовского, Р.Кантюкова, А.Павлова, А.Хлынова.
Следующий раз команда серьёзно усилилась в 2008 г., когда в клуб были приглашены Р.Гафуров, С.Власов, С.Даркин, польский легионер А.Медзински. Это, однако, не спасло команду от 7 поражений в 8 матчах, а из-за проблем с финансированием клуб и вовсе пропустил сезон-2009.
По возвращении клуб был укомплектован в основном своими воспитанниками и не смог навязать «Турбине», «Востоку» и «Мега-Ладе» борьбу за медали. На три года основным соперником «Салавата» стал возрожденный СК «Октябрьский», оспаривавший в башкирском дерби 4 строчку чемпионата.
Однако в 2013 г. Эмиль Сайфутдинов вернулся в родной клуб, помимо этого, в клуб пришел двукратный чемпион России Денис Гизатуллин, и в результате на домашнем треке «Салават» взял верх как над «Востоком», так и над «Турбиной». Однако Э.Сайфутдинов не смог присутствовать на многих гонках чемпионата, а во Владивостоке начавшаяся гонка была прекращена из-за погодных условий, а участвовать в повторной гонке «Салават» отказался, получив в итоге техническое поражение и штраф в минус 2 очка. В результате клуб снова не смог встать на пьедестал чемпионата.
В 2011 г. Виктор Голубовский завоевал бронзовую медаль Чемпионата Европы среди пар — первую европейскую медаль клуба.
В 2015—2017 гг. ввиду отсутствия средств «Салават» пропустил сезоны КЧР.

## Актуальный состав и турнирная таблица
| Гонщик              | З | О | Б | CO | СРЗ |
| ------------------- | - | - | - | -- | --- |
| Кирилл Казаков      |   |   |   |    |     |
| Павел Нагибин       |   |   |   |    |     |
| Данил Ямилов        |   |   |   |    |     |
| Егор Оськин         |   |   |   |    |     |
| Никита Павлов       |   |   |   |    |     |
| Александр Имаев     |   |   |   |    |     |
| Артём Зиннатуллин   |   |   |   |    |     |
| Александр Богомолов |   |   |   |    |     |

### Результаты
| Командные | Командные | Командные | Личные | Личные | Личные | Личные |
| Место     | Клуб      | О         | Место  | Гонщик | Город  | О      |
| --------- | --------- | --------- | ------ | ------ | ------ | ------ |
| 1         |           |           | 1      |        |        |        |
| 2         |           |           | 2      |        |        |        |
| 3         |           |           | 3      |        |        |        |
| 4         |           |           |        |        |        |        |
| 5         |           |           |        |        |        |        |
| 6         |           |           |        |        |        |        |
| 7         |           |           |        |        |        |        |
| 8         |           |           |        |        |        |        |
| 9         |           |           |        |        |        |        |
| 10        |           |           |        |        |        |        |
| 11        |           |           |        |        |        |        |
| 12        |           |           |        |        |        |        |
| 13        |           |           |        |        |        |        |

## Статистика выступлений
| Сезон   | Тренер              | Соревнование                                   | Место       |
| ------- | ------------------- | ---------------------------------------------- | ----------- |
| Салават |                     |                                                |             |
| 1963    | Владимир Беляев     | Чемпионат СССР                                 | 5           |
| 1964    | Владимир Беляев     | Чемпионат СССР                                 | 4           |
| 1965    | Владимир Беляев     | Чемпионат СССР, класс А                        | не завершён |
| 1966    | Владимир Беляев     | Чемпионат СССР, класс А                        | 6           |
| 1967    | Владимир Беляев     | Чемпионат СССР, класс А                        | 2           |
| 1968    | Владимир Беляев     | Чемпионат СССР, класс А                        | 7           |
| 1969    | Владимир Беляев     | Чемпионат СССР, класс Б                        | 8           |
| Салават |                     |                                                |             |
| 1972    | Владимир Беляев     | Чемпионат СССР, класс Б, 2-я зона              | 4           |
| 1973    | Владимир Беляев     | Чемпионат СССР, класс Б, 2 зона                | 1           |
| 1973    | Владимир Беляев     | Чемпионат СССР, финал класса Б                 | 2           |
| 1974    | Владимир Беляев     | Чемпионат СССР, класс Б, 2-я зона              | 2           |
| 1975    | Владимир Беляев     | Чемпионат СССР, класс Б, Первая лига, 2-я зона | 1           |
| 1975    | Владимир Беляев     | Чемпионат СССР, класс Б, Первая лига, финал    | 2           |
| 1976    | ?                   | Чемпионат СССР, Первая лига, 3-я зона          | 5           |
| 1977    | ?                   | Чемпионат СССР, Первая лига, 2-я зона          | 4           |
| 1978    | ?                   | Чемпионат СССР, Первая лига, 3-я зона          | 4           |
| 1979    | ?                   | Чемпионат СССР, Первая лига, 3-я зона          | 2           |
| 1980    | ?                   | Чемпионат СССР, Первая лига, 2-я зона          | 4           |
| 1981    | ?                   | Чемпионат СССР, Первая лига, 3-я зона          | 5           |
| 1982    | ?                   | Чемпионат СССР, Первая лига, 3-я зона          | 4           |
| 1983    | ?                   | Чемпионат СССР, Первая лига, 3-я зона          | 4           |
| 1984    | Насибулла Суяргулов | Чемпионат СССР, Первая лига, 2-я зона          | 3           |
| 1985    | Насибулла Суяргулов | Чемпионат СССР, Первая лига, 3-я зона          | 4           |
| 1986    | Насибулла Суяргулов | Чемпионат СССР, Первая лига, 2-я зона          | 4           |
| 1987    | Насибулла Суяргулов | Чемпионат СССР, Первая лига, класс Б, 2-я зона | 2           |
| 1988    | Насибулла Суяргулов | Чемпионат СССР, Первая лига, класс Б, 2-я зона | 1           |
| 1988    | Насибулла Суяргулов | Чемпионат СССР, Первая лига, класс Б, финал    | 3           |
| 1989    | Вячеслав Ренгач     | Чемпионат СССР, Первая лига, класс Б, 2-я зона | 1           |
| 1990    | Вячеслав Ренгач     | Чемпионат СССР, Первая лига, класс А           | 6           |
| 1991    | Михаил Ворсин       | Чемпионат СССР, Первая лига, класс А           | 3           |
| 1992    | Вячеслав Ренгач     | Чемпионат СНГ, 2 группа                        | 2           |
| 1992    | Вячеслав Ренгач     | Чемпионат СНГ, 1 полуфинал                     | 3           |
| 1993    | Вячеслав Ренгач     | Чемпионат России, 3 группа                     | 2           |
| 1993    | Вячеслав Ренгач     | Чемпионат России, 1 полуфинал                  | 2           |
| 1993    | Вячеслав Ренгач     | Чемпионат России, финал                        | 4           |
| 1994    | Вячеслав Ренгач     | Чемпионат России                               | 3           |
| 1995    | Вячеслав Ренгач     | Чемпионат России                               | 5           |
| 1996    | Вячеслав Ренгач     | Чемпионат России                               | 5           |
| 1997    | ?                   | Чемпионат России                               | 5           |
| Салават |                     |                                                |             |
| 1999    | Вячеслав Ренгач     | Чемпионат России                               | 5           |
| 2000    | Вячеслав Ренгач     | Чемпионат России                               | 5           |
| 2001    | Анатолий Хлынов     | Чемпионат России                               | 4           |
| 2002    | Анатолий Хлынов     | Чемпионат России                               | 5           |
| 2003    | Анатолий Хлынов     | Чемпионат России, основной этап                | 5           |
| 2003    | Анатолий Хлынов     | Чемпионат России, матч за 3-е место            | 85:95       |
| 2004    | Игорь Дмитриев      | Чемпионат России                               | 3           |
| 2005    | Евгений Токунов     | Чемпионат России                               | 4           |
| 2006    | Евгений Токунов     | Чемпионат России                               | 5           |
| 2007    | Василий Кофанов     | Чемпионат России                               | 7           |
| 2008    | Эдуард Шайхуллин    | Чемпионат России                               | 5           |
| Салават |                     |                                                |             |
| 2010    | Дамир Сайфутдинов   | Чемпионат России                               | 5           |
| 2011    | Дамир Сайфутдинов   | Чемпионат России                               | 4           |
| 2012    | Денис Сайфутдинов   | Чемпионат России                               | 4           |
| 2013    | Денис Сайфутдинов   | Чемпионат России                               | 4           |
| 2014    | Денис Сайфутдинов   | Чемпионат России                               | 4           |
| 2015    | Денис Сайфутдинов   | Чемпионат России                               | -           |
| 2016    | Денис Сайфутдинов   | Чемпионат России                               | -           |
| 2017    | Денис Сайфутдинов   | Чемпионат России                               | -           |
| 2018    | Денис Сайфутдинов   | Чемпионат России                               | -           |

## Достижения клуба в чемпионатах страны
| Соревнование                                           | Золотые медали | Золотые медали | Серебряные медали | Серебряные медали | Бронзовые медали | Бронзовые медали             |
| Соревнование                                           | Сумма          | Годы           | Сумма             | Годы              | Сумма            | Годы                         |
| Командный чемпионат СССР                               |                |                | 1                 | 1967              |                  |                              |
| Личный чемпионат СССР                                  |                |                |                   |                   | 2                | 1965, 1966                   |
| Личный чемпионат СССР среди юниоров                    |                |                |                   |                   | 1                | 1992                         |
| Личный чемпионат РСФСР/России                          | 2              | 1967, 1968     | 2                 | 1967, 1968        | 2                | 1963, 1964                   |
| Личный чемпионат РСФСР/России среди юниоров до 21 года | 1              | 2000           |                   |                   | 2                | 1992, 1995                   |
| Личный чемпионат России среди юниоров до 19 лет        |                |                |                   |                   | 1                | 2011                         |
| Командный чемпионат России                             |                |                |                   |                   | 2                | 1994, 2004                   |
| Командный чемпионат России среди юниоров               |                |                | 2                 | 2005, 2006        | 1                | 2004                         |
| Парный чемпионат России                                | 1              | 2013           | 2                 | 2008, 2012        |                  |                              |
| Парный чемпионат России среди юниоров                  | 1              | 2007           | 1                 | 2008              | 5                | 2006, 2010, 2011, 2012, 2014 |
| всего медалей: 29                                      | золотых: 5     | золотых: 5     | серебряных: 8     | серебряных: 8     | бронзовых: 16    | бронзовых: 16                |